# آلفا آبمار
آلفا آبمار یک ستاره است که در صورت فلکی آبمار قرار دارد.